# Naval Museum of Halifax
Das Naval Museum of Halifax (deutsch „Marinemuseum von Halifax“), früher genannt Maritime Command Museum („Seekommando-Museum“), befindet sich im ehemaligen Admiralty House (Sitz der Admiralität), einem Herrenhaus (mansion) in der Provinzhauptstadt von Nova Scotia, Kanada.

## Lage
Das Museum liegt unweit der Canadian Forces Base Halifax (CFB Halifax) in Stadacona, einem bedeutenden Marinestützpunkt der Royal Canadian Navy (RCN). Das Admiralty House wurde am 15. Januar 1979 zu einer Stätte von nationaler historischer Bedeutung (National Historic Site of Canada) erklärt. Die CFB Halifax ist Kanadas östlichst gelegene Marinebasis und zugleich Hauptstationierungsort der kanadischen Atlantikflotte (Atlantic fleet).

## Geschichte
Am 26. März 1974 wurde es als Maritime Command Museum zum ersten Mal der Öffentlichkeit zugänglich gemacht. In den inzwischen mehr als fünfzig Jahren seines Bestehens mehrte es das Verständnis zur Geschichte der Königlich kanadischen Marine, insbesondere ihres Wirkens im Atlantischen Ozean, von ihren Wurzeln in der britischen Royal Navy bis in die Moderne. Das Museum soll die Neugier auf die Menschen wecken, die für Kanada gedient haben, und deren Beiträge würdigen. Die Ausstellungen und weitere Veranstaltungen des Museums zielen darauf ab, deren Geschichte lebendig zu erhalten und das Wissen über die Herausforderungen, die die RCN zu meistern hatte, und ihre Erfolge zu bewahren.

## Ausstellungen
Das Museum präsentiert eine bedeutende Sammlung von Artefakten und Kunstwerken sowie historische Fotografien. Es verfügt über eine Bibliothek und ein Archiv. Die Exponate werden auf drei Ebenen gezeigt. Unweit des Museums befinden sich die Admiralty Gardens (Park) und die Naval Burying Grounds (Grabstätten).

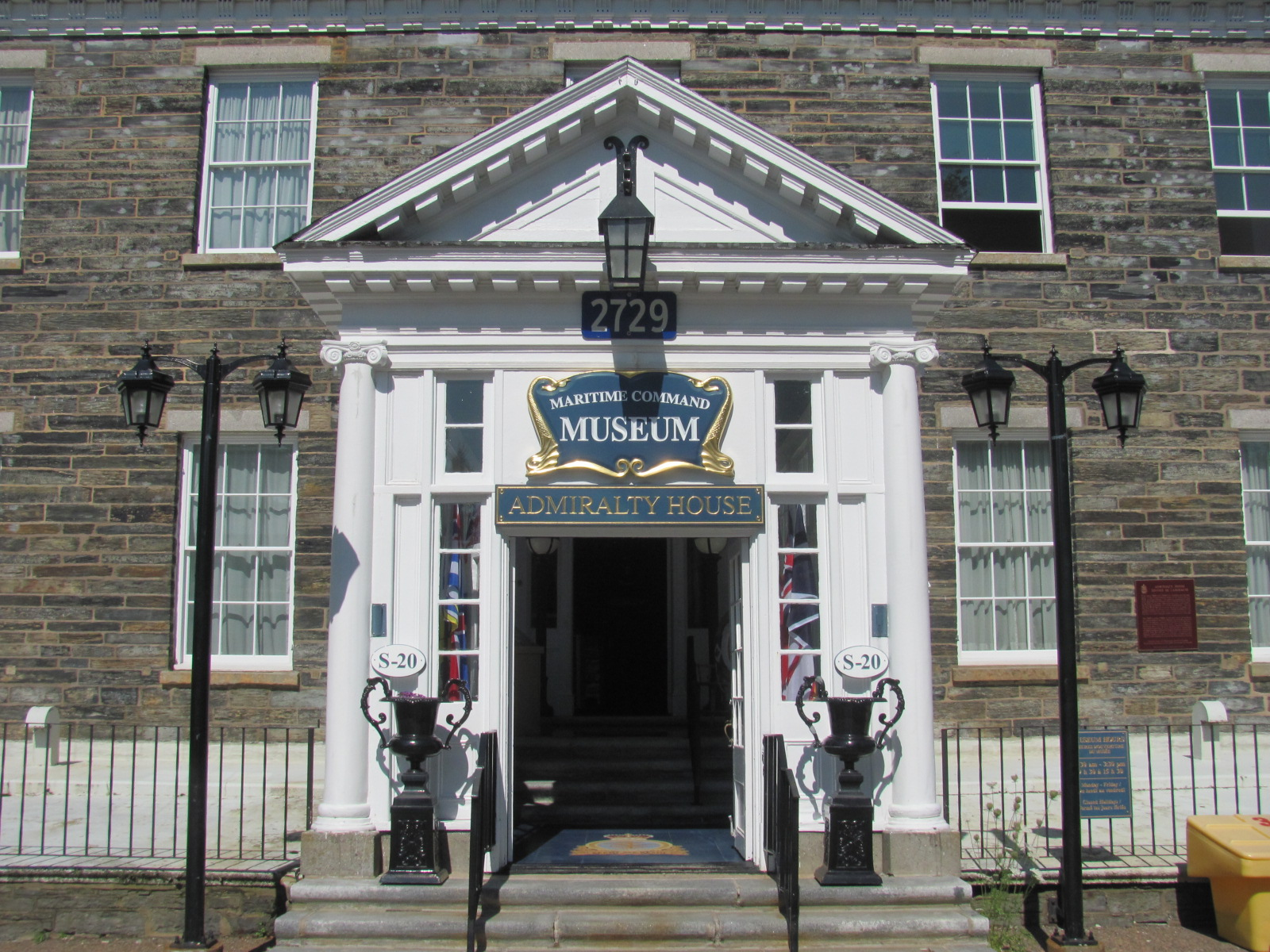
Eingang zum Museum
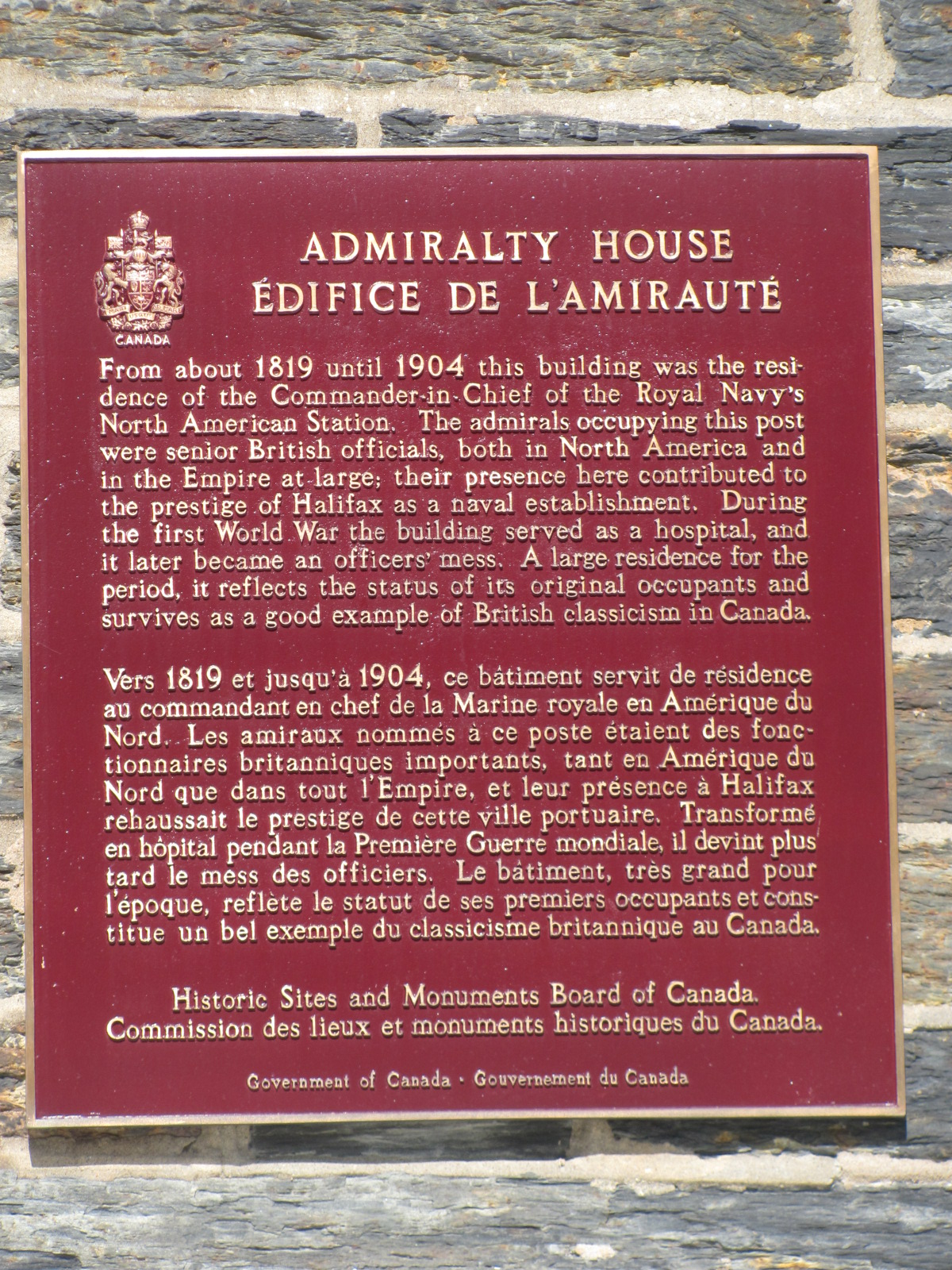
Plakette rechts des Eingangs
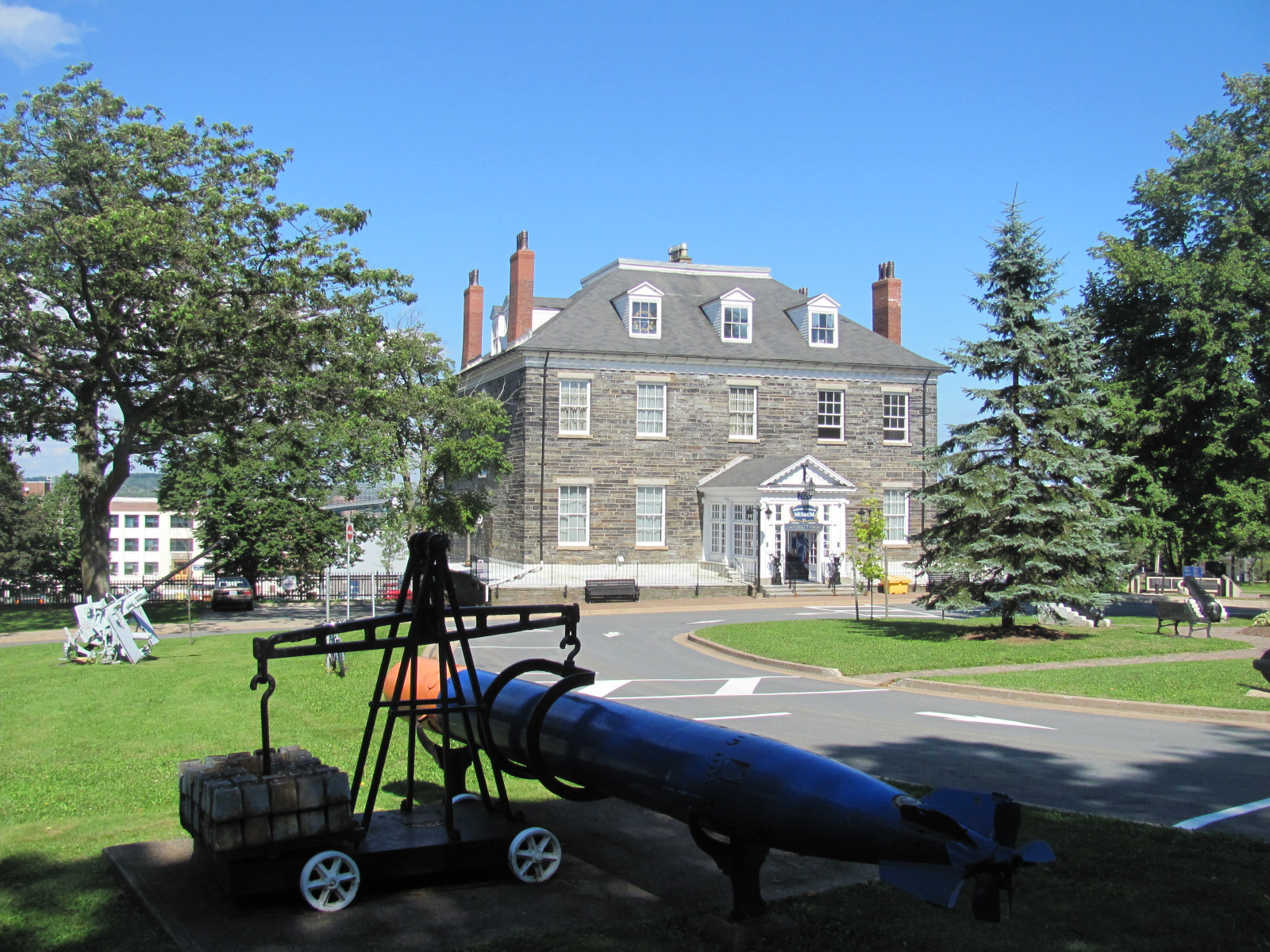
Umgebender Park
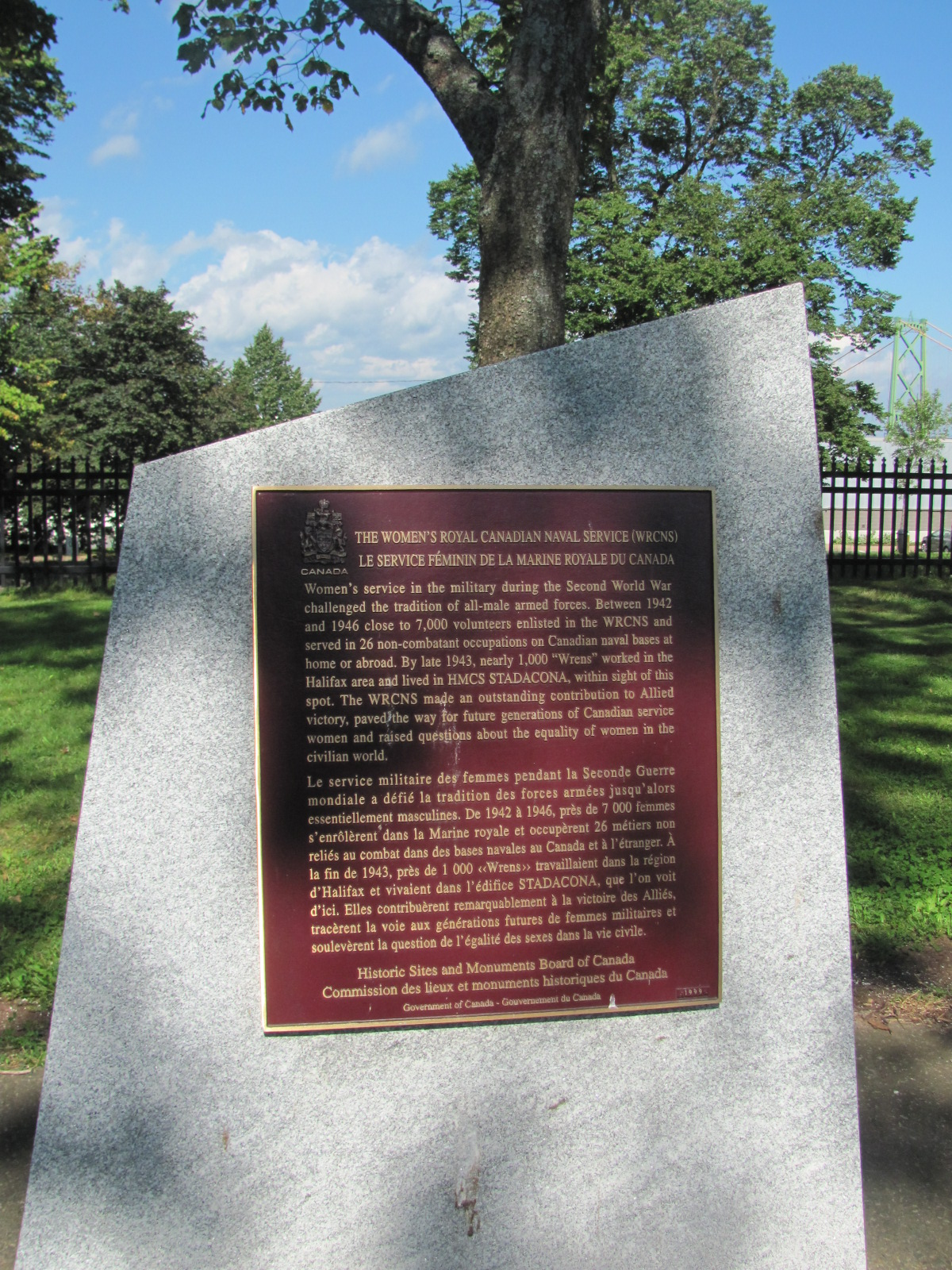
Gedenkplakette für die Wrens der RCN
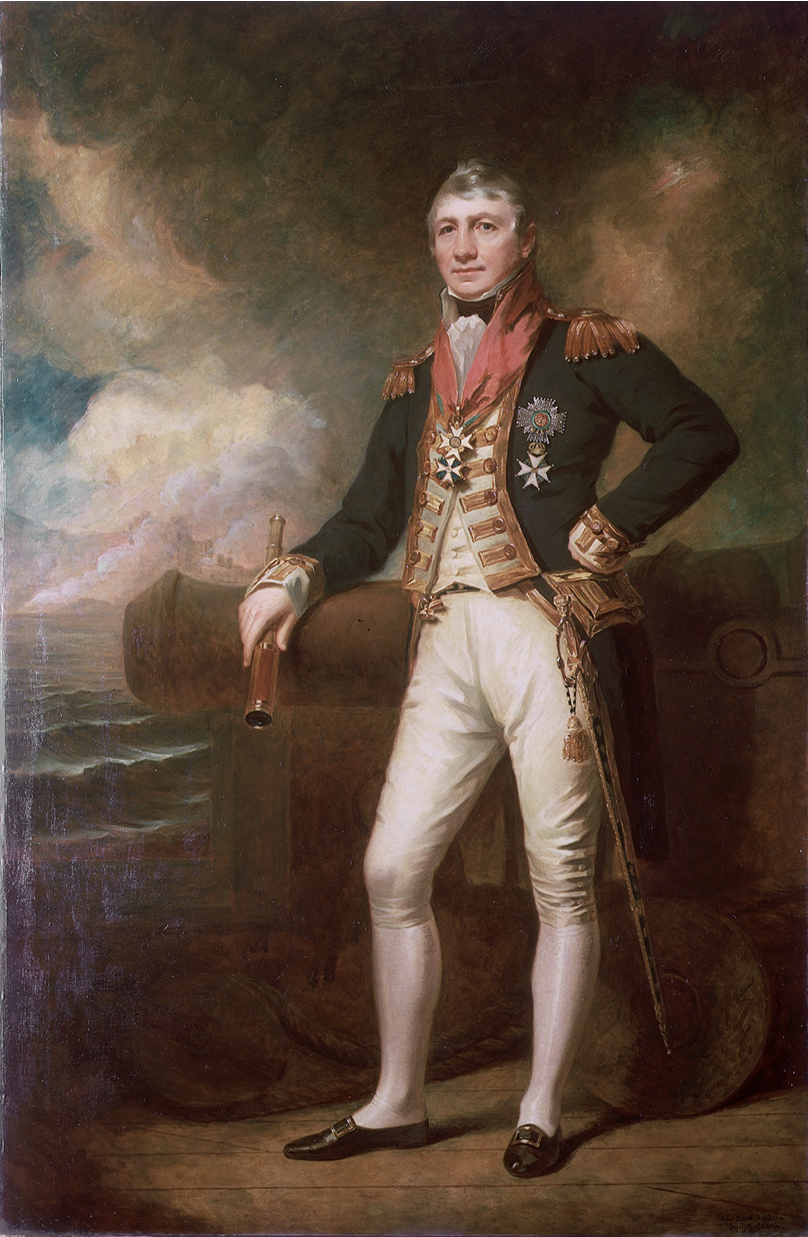
Admiral David Milne (1763–1845), der erste Bewohner des Hauses
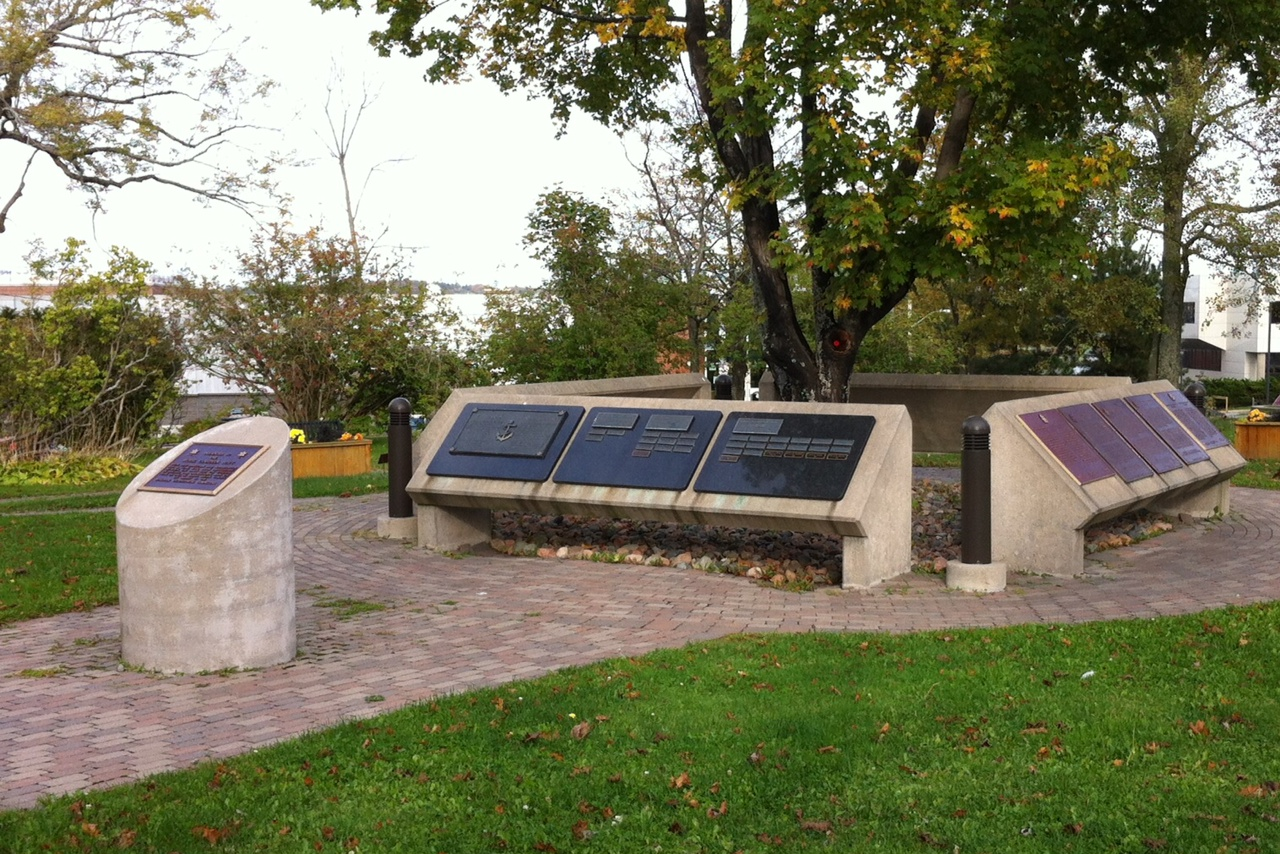
Im Admirality Garden